# Unión del Progreso
Unión del Progreso är en ort i Mexiko.   Den ligger i kommunen Tecpatán och delstaten Chiapas, i den sydöstra delen av landet, 600 km öster om huvudstaden Mexico City. Unión del Progreso ligger 191 meter över havet och antalet invånare är 307.
Terrängen runt Unión del Progreso är huvudsakligen kuperad, men norrut är den platt. Terrängen runt Unión del Progreso sluttar österut. Runt Unión del Progreso är det ganska glesbefolkat, med 42 invånare per kvadratkilometer. Närmaste större samhälle är Raudales Malpaso, 12,0 km sydväst om Unión del Progreso. I omgivningarna runt Unión del Progreso växer huvudsakligen savannskog.